# ジェームズ・R・キンケイド
ジェームズ・R・キンケイド（James R. Kincaid、1937年8月31日生まれ）はアメリカの学者でヴィクトリア朝文学の専門家である。1987年に南カリフォルニア大学（USC）の英語学部に教授として着任した。1993年より、USCの大学院課程のディレクターを務めた。

## 経歴
キンケイドは、著者を装った英語教授（あるいはその逆）である。彼はこれまでに2つの小説を発表している。『Lost』(2012)と『A History of the African-American People by Strom Thurmond — with Percival Everett』(2013)、後者はパーシヴァル・エヴェレットとの共著である。
また、2ダース近くの短編小説、非常に多くのノンフィクションの記事、レビュー、書籍を執筆しており、チャールズ・ディケンズ、アントニー・トロロープ、アルフレッド・テニスンについての長編研究や、ヴィクトリア朝および現代の子供のエロティシズムに関する2冊の本『Child-Loving』と『Erotic Innocence』もある。キンケイドは、オハイオ州立大学、コロラド大学、バークレー大学、USCで教鞭を執り、現在はピッツバーグ大学に在籍している。
『Child-Loving: The Erotic Child and Victorian Culture』（1992年）では、ヴィクトリア朝文化における子供へのエロティックな関心について論じている。
『Annoying the Victorians』（1994年）では、ヴィクトリア朝の文化や社会に対する批判的な視座を提供している。
彼の著書『Erotic Innocence: The Culture of Child Molesting』 (1998年) は、主流文化における子供の性的描写について議論している。特に、子供への性的虐待がどのように文化的に描かれ、理解されているかについて議論し、子供の無垢さと性的な関係がどのように結びつけられているかを分析している。
キンケイドは2000年にラウベンハイマー賞を受賞した。
ニューヨーク工科大学の第3代学長であり、チャールズ・ディケンズとルイス・キャロル作品の専門家であるエドワード・ギュリアーノ (Edward Guiliano)はキンケイドと対談を行った。その模様は2024年の『Dickens Studies Annual』に掲載されている。

## 著作
- Dickens and the Rhetoric of Laughter 1972
- Tennyson's Major Poems 1975
- Novels of Anthony Trollope 1977
- Child-Loving: The Erotic Child and Victorian Culture 1992
- Annoying the Victorians 1994
- My Secret Life 1996
- Erotic Innocence: The culture of child molesting 1998
- Lost 2012
- The Daily Charles Dickens, A Year of Quotes, University of Chicago Press, 2018